# I Wanna Go
I Wanna Go és una cançó de la cantant Britney Spears. Inicialment, I Wanna Go era inclosa al seu nou àlbum d'estudi de 2011, Femme Fatale com a cançó fins que més tard va ser confirmada com el tercer single del disc.
Al febrer, Britney va donar permís a Dr.Luke per penjar al seu compte de SoundCloud, un avanç de 30 segons de la cançó. Dies després, es va filtrar la cançó completa i hores després, tot l'àlbum. La cançó és acompanyada per una melodia xiulant.
El video musical fou dirigit per Chris Marrs Piliero i, altra vegada, mostra la Britney contra els mitjans de comunicació.

## Antecedents
A finals del mes d'abril de 2011, el lletrista nord-americà Savane Kotecha va brindar una entrevista al lloc web britànicDigital Spy. En ella, se li va citar la reacció favorable que va rebre «I Wanna Go» per part de l'audiència i els crítics, i se li va preguntar si sabia si aquesta seria llançada com el tercer senzill deFemme Fatalepel segell Jive Records. Sobre això, el lletrista va declarar:
| «               | No he rebut cap paraula oficial per part de Jive Records fins ara, però crec que és el més probable que passi. Definitivament sé que el segell va veure la reacció de l'audiència i els mitjans. Espero que sí, però no em citin en això, perquè no tinc l'autoritat per decidir el seu llançament. Ha estat divertit veure la reacció de la gent, perquè amb Max Martin i Shellback escrivim a «I Wanna Go» fa un any i mig, i sempre ha estat la nostra cançó preferida. | » |
| — Savan Kotecha | |   |

Posteriorment, el dimarts 10 de maig de 2011, el lloc web de seguidors de Britney Spears, BreatheHeavy.com, el més gran de parla anglesa, va anunciar que «I Wanna Go» seria llançada com el tercer senzill deFemme Fatale. No obstant això, l'endemà, un dels llocs web oficials de la cantant, Britney.com, va informar que per llavors el tercer senzill de l'àlbum d'estudi encara no havia estat confirmat. En la mateixa publicació, el lloc web va obrir una votació preguntant als seus visitants quina cançó havia de ser llançada com a tal. Els resultats, basats en un total de 19.586 vots, van llançar com a cançó guanyadora a «I Wanna Go», amb el 38% dels vots; superant considerablement al segon lloc, el que va ser obtingut per la cançó «Trip to Your Heart», amb el 18% d'aquests. Després de veure la tendència clara dels resultats de l'enquesta, el divendres 13 de maig de 2011, el segell Jive Records va estendre un comunicat de premsa en què va confirmar, oficialment, que «I Wanna Go» seria llançada com el tercer senzill deFemme Fatale. Així mateix, ha confirmat el director del seu vídeo musical, el nord-americà Chris Marrs Piliero. El mateix dia, la cantant va confirmar la informació del llançament en el seu compte de la xarxa social Twitter i va sostenir que, igual que per als seus seguidors que van votar per «I Wanna Go» en l'enquesta, aquesta era la seva cançó favorita per ser ser llançada com el tercer senzill deFemme Fatale.

## Estructura

### Lletra
La lletra de «I Wanna Go» està escrita, en la seva totalitat, en anglès i en primera persona, i construïda en el format vers - tornada. Aquesta expressa el deixar de banda totes les inhibicions produïdes pels codis morals del comú de la gent, així com a donar curs als confins de la vida, sense importar les conseqüències.
La seva lletra s'inicia amb el vers:«Lately I've been stuck imaginin' what I wanna do and what I really think, time to blow out/Be a little inappropriate, 'cause I know that everybody's thinkin' it when the lights out», el que pot ser traduït a l'idioma català com: «Darrerament he estat imaginant el que vull fer i el que realment penso, va arribar el moment d'expressar-/ Ser una mica inapropiada, perquè sé que tothom pensa el mateix quan els llums estan apagats ».
Per la seva banda, el seu tornada és, en primera instància, introduït per una frase que es repeteix al final de cada un dels seus dos versos i, seguidament, per la frase única del seu pre-tornada. D'ambdues, la segona és la continuació de la primera en coherència. Aquestes, presentades de forma combinada, són:«When the lights out/Shame on me to need release uncontrollably», en català: «Quan les llums estiguin apagades / Hauria donar-me vergonya el necessitar llibertar descontroladament». A elles els segueix la tornada en si, el que està conformat per dues frases que fan referència al seu títol i que expressen, explícitament, la temàtica de la lletra de la cançó. Això, a través de la utilització d'una figura literària de repetició i d'una rima assonant. En definitiva, aquestes frases són:«I wanna go all the way taking out my freak tonight/I wanna show all the dirt I got running through my mind»,
les que poden ser traduïdes a l'idioma català com: «Vull anar tot el camí traient fora la meva bogeria aquesta nit / Vull mostrar tota la brutícia que passa pel cap».

## Caràtula
La caràtula de senzill de «I Wanna Go», va ser donada a conèixer el dilluns 6 de juny de 2011, per un dels llocs web oficials de la cantant, Britney.com. Això, el mateix dia en què «I Wanna Go» va començar a ser enviada a les estacions de ràdio dels Estats Units, com el tercer senzill de Femme Fatale. Respecte d'això, la seva fotografia va ser presa pel fotògraf Roderick Trestrail II, durant el rodatge del video musical del senzill, el que va ser realitzat entre els dies 24 i 25 de maig de 2011. A la caràtula, s'aprecia a Britney Spears sonrriendo, amb metxes de colors en el seu cabell ros i llis, i vestint un top blanc en el qual s'aprecia la calavera de l'esquelet de Mickey Mouse.

## Video musical

### Rodatge
El video musical de «I Wanna Go» va ser rodat el dimarts 24 i el dimecres 25 de maig de 2011, a la ciutat nord-americana Los Angeles. La seva direcció va estar a càrrec de Chris Marrs Piliero, un director nord-americà relativament surgiente en la indústria de la música, que va treballar per primera vegada amb Britney Spears. Sobre això, el seu treball més reconegut fins llavors, ho comprenia el video musical de «Blow» de la lletrista i cantant nord-americà Kesha. No obstant això, per llavors, Chris Marrs Piliero també havia dirigit diversos vídeos musicals del duo The Black Keys. Després de l'anunci del seu rol, el director va sostenir que se sentia molt honrrado de dirigir un vídeo musical de Britney Spears. Alhora, ha assegurat que el vídeo musical seria «impressionant», «súper cool» i «molt divertit». Respecte al vídeo musical, aquest no compta amb una coreografia i es basa, principalment, en les escenes d'acció de la seva línia d'història. Aquestes, al seu torn, es basen en la relació de Britney Spears amb els mitjans de comunicació i els paparazzi, una temàtica que la cantant ha ludit o abordat de formes diverses en sis dels seus vídeos musicals anteriors. Ells són: «Lucky», «Overprotected», «Everytime», «Piece of Me», «If U Seek Amy» i «Hold It Against Me». Per la seva banda, Britney Spears utilitza un vestuari d'estil punk rock en ell. Respecte al paper del seu protagonista masculí principal, aquest va ser protagonitzat per l'actor Guillermo Díaz, que és reconegut per interpretar a un dels personatges de la sèrie nord-americanaWeeds . Així mateix, el ballarí Adrien Gal interpretar el paper de policia en ell. No obstant això, en un començament aquest últim paper havia estat ofert a l'actor nord-americà Kellan Lutz, reconegut pel seu paper en les sagues de la pel·lícula Crepuscle,qui no ho va acceptar.
Després de diversos dies sense oferir informació sobre el vídeo musical des seu rodatge, el dijous 16 de juny de 2011, Chris Marrs Piliero publicar en el seu compte de Twitter:
| «                    | Hey, Brit fans ... cada vegada que m'embarco en un projecte tendeixo a no twitejar molt, així que anem a posar-nos al dia ràpidament ... Vaig acabar d'editar el vídeo musical de "I Wanna Go» ... l'estimo ... em vaig reunir amb Britney Spears ... el vam veure junts ... ella el va estimar ... | » |
| — hris Marrs Piliero | |   |

Creació del concepte
Chris Marrs Piliero va ser contactat per Britney Spears, a través d'una trucada telefònica en què li va proposar elaborar junts un concepte per al vídeo musical de "I Wanna Go». Ell va acceptar i aviat el concepte va ser creat per tots dos. Sobre això, el director, que es va declarar com un antic fan de la cantant, va sostenir que es va basar en la frase «be a little inappropiate» de la lletra de la cançó i que Britney Spears, el seu equip i ell no volien que el vídeo musical es basés només en inapropiedades sexuals, considerant que la lletra d'aquesta es basa fortament en elles.
Per a la seva direcció, Chris Marrs Piliero estudiar les participacions humorístiques de Britney Spears en la sèrieHow I Met Your Motheri en el programaSaturday Night Live , entre d'altres, així com a tots els seus vídeos musicals anteriors. Una mica d'aquests últims que va cridar la seva atenció, va ser la temàtica dels paparazzi, la que va sentir que sempre havia estat tractada a manera de declaració més que d'acció. Així mateix, va notar que la cantant mai havia fet un vídeo musical còmic on pogués mostrar la seva qualitat actoral. Des de llavors, es va proposar que el vídeo musical fora «graciós, badass i super cool». Pel que fa a la seva experiència de treballar amb Britney Spears, el director va sostenir que ella va ser «extremadament col·laborativa», que va suggerir alternatives i va ajustar altres, i que va ser una «part molt important del procés de presa de decisions».

### Estrena
L'estrena del vídeo musical va ser realitzat el dimecres 22 de juny de 2011, a les 12:00 del temps de l'est del fus horari dels Estats Units i Canadà. Això, a través de la cadena de televisió per cable MTV i, simultàniament, a través del lloc web de vídeos musicals Vevo. Tot, com a part d'una campanya d'estrena multi-plataforma, de la qual també van formar part les cadenes nord-americanes de televisió Bravo i VH1. Respecte d'això, l'estrena va ser realitzat sis dies després de l'inici del Femme Fatale Tour i dos dies abans de l'últim dia considerat per als MTV Video Music Awards 2011.
Com a part de la campanya multi-plataforma, el diumenge 19 juny 2011 va ser transmès un tràiler del vídeo musical en el programaWatch What Happens: Livede Bravo; tràiler que va ser pujat, simultàniament, al compte de la cantant en Vevo. Així mateix, durant el dia de la seva estrena, el vídeo musical va ser transmès cadascuna hora en MTV i en el programaBest Morning Buzz Livede VH1. A més, previ a l'estrena i des del divendres 17 de juny de 2011, Britney Spears va donar a conèixer, diàriament, cinc imatges inèdites. Elles van correspondre a fotografies seves i captures del vídeo musical.
Encara abans d'això, el dijous 26 de maig de 2011, Britney Spears va publicar una fotografia seva en el set del rodatge del video musical, envoltada de vuit noies guanyadores d'un concurs organitzat per dues de les estacions de ràdio més importants i influents dels Estats Units: FISS-FM de Los Angeles i Z100 de Nova York; concurs el premi consistia a conèixer-la personalment.

### Trama
El video musical comença amb una intro les escenes mostren l'arribada de Britney Spears a una roda de premsa. En ella, la cantant vesteix un top blanc amb la calavera de Mickey Mouse impresa en ell, uns pantalons negre, sabates de taló negre amb puntes platejades i guants negres sense dits. A la instància, els periodistes comencen a fer-li un munt de preguntes inapropiades sobre el Femme Fatale Tour i sobre la seva vida privada. Això, mentre diversos paparazzi la fotografien en el lloc. La situació aviat esgota la paciència de la cantant i llavors els comença a maleir un per un, apuntant i utilitzant l'expressió anglesa «fuck you», la qual és censurada al moment de la seva pronunciació. És llavors quan la cançó comença a sonar i, amb ella, el desenvolupament del seu vídeo musical.
Després maleir, la cantant surt per la porta principal de l'edifici on s'estava desenvolupant la roda de premsa. No obstant això, vestint mitjanes escoceses, botes de combat negres amb puntes platejades, una faldilla negra, un vestit de bany vermell amb punts i tires blanques, una jaqueta de cuir blanca amb reblons i detalls platejats, i lents de sol vermells. Així, surt de l'edifici i se li acosta un fan corrent que li demana que li autografia la seva còpia deFemme Fatale . Llavors, la cantant treu un plomissol vermell d'entre els seus pits, li autografia el disc, l'hi lliura de cop, li agafa el cul i se'n va, i el fan dona un gran salt i crit per l'emoció. Tot seguit, Britney Spears camina pels carrers de Nova York, mentre un nadó negre que l'observa des del seu cotxe realitza els silbiditos de la cançó.
Després d'això, Britney Spears arriba a un carrer on un maco policia es troba traient un part el conductor d'un automòbil. Llavors la cantant es descorda la jaqueta, es treu el vestit de bany i deixa la sina al descobert, mentre un noi i el seu pare transeünts la Obserbacions bocabadats. La seva intenció és ser arrestada pel policia, cosa que aconsegueix. De seguida, Britney Spears es mostra recolzada de front en l'automòbil que el policia revisar-la, mentre ell la grapeja per l'esquena, fingint registrar-; llavors es mostren escenes de la cantant abraçant-lo pel coll i, tot seguit, escenes en les quals ella se'n va jugant amb unes manilles mentre ell es corda la camisa; aluediendo a què van lligar. Per la seva banda, Britney Spears continua el seu recorregut pels carrers de la ciutat. Llavors, en una vorera un paparazzi s'adona de la seva presència i li pren quantioses fotografies, per a les que ella posa omplint d'alegria. No obstant això i per a la seva sorpresa, la cantant li treu la seva càmera fotogràfica i la destrueix llançant contra el terra.
Per a les escenes següents, un trio de gossos de carrer fan els silbiditos de la cançó, mentre Britney Spears es puja al sostre d'un taxi que es troba enmig d'un tac. Al seu torn, quatre paparazzi es pugen als sostres de quatre automòbils adjacents al taxi i l'envolten amb les seves càmeres fotogràfiques. Empunyant un micròfon i manipulant hàbilment amb la seva cable, la cantant els castiga en sèrie, llançant-los i llançant-los al sòl. Pensant que ha sortit victoriosa, Britney Spears se sorprèn en veure que els quatre paparazzi s'aixequen amb ulls brillants i amb trossos de pell menys, que deixen al descobert que són ciborgs. Llavors apareix el seu assistent en un automòbil descapotable, la cantant hi puja i la parella se'n va a tota velocitat pels carrers de la ciutat.
A continuació, la parella és mostrada a la carretera, encara fugint en l'automòbil a tota velocitat. Britney Spears hi és mostrada només amb la part superior del vestit de bany i la seva faldilla, cantant i ballant, i posant-se dempeus mentre el vehicle segueix caminant. De seguida, la seva ascesor treu una caixa de llet i comianza a beure i rosearla per tot el seu rostre. Això, mentre la cantant el mira amb cara de desig. No obstant això, el pit de l'home aviat comença a generar fum, llavors Britney Spears es dona compte, obre la seva jaqueta i s'adona que ell també és un ciborg. Tot seguit, es mostren escenes en la roda de premsa, on Britney Spears s'adona que tot ha estat un somni. Veient la situació, el seu assistent pren el micròfon i declara que la roda de premsa ha culminat. Després d'això, la cantant i el seu assistent comencen a retirar-se del lloc, llavors ell mira cap a la càmera i els seus ulls desprenen la brillantor dels ulls dels ciborgs. De seguida, les escenes s'aturen i s'enfosqueixen, s'escolta un riure diabòlica i el vídeo musical finalitza.

### Al·lusions
El vídeo musical de "I Wanna Go» compta amb diverses lusions a la cultura popular. La principal d'elles, es presenta a través del top blanc que utilitza Britney Spears en les seves escenes i que té la calavera del personatge fictici Mickey Mouse gravada en ell. Això es manifesta a manera d'ironia i de reminiscència de la participació de la cantant al programa The Mickey Mouse Club, de la cadena de televisió per cable Disney Channel, un programa del qual va formar part per primera vegada quan tenia 11 anys, el 1992, i en què va participar fins a dos anys després. En ell, Britney Spears va compartir elenc amb els seus contemporanis i actuals cantants Christina Aguilera i Justin Timberlake, i va esdevenir una figura televisiva reconeguda als Estats Units, el que va recolzar l'inici de la seva carrera com a solista l'any 1998. Lusió relacionada a l'anterior, queda de manifest amb el vestit de bany vermell amb punts blancs que utilitza la cantant en les escenes finals del vídeo musical, les que fan referència al vestit del mateix disseny de la personatge fictícia Minnie Mouse.
Una altra al·lusió present en el vídeo musical, queda de manifest en les escenes en les quals Britney Spears es troba sobre el sostre del taxi, mentre és assetjada per quatre papparazzi. S'hi veu un cinema, la cartellera té com a pel·lícula principal Crossroads 2: Cross Harder. Això a manera d'al·lusió de la pel·lícula Crossroads l'any 2002, que va ser protagonitzada per Britney Spears i que va representar el seu debut com a actriu de cinema.
Així mateix, les escenes dels paparazzi aixecant-se i mostrant-se com ciborg s, fan lusió a la pel·lícula nord-americanaTerminator 2: Judgment Day , de l'any 1991. La seva última lusió queda de manifest a través del riure debiabólica i de l'escena que és utilitzada en la seva descenlace, la que fa referència al descenlace del vídeo musical de "Thriller» del cantant nord-americà Michael Jackson, un dels vídeos musicals més icònics de la història.

### Rebuda
La periodista Megan Gibson, de la revistaTime , va sostenir que el vídeo musical és «casual, estrany i destinat a ser divertit» i que «tot i la manca de ball, Britney es veu agradablement enèrgica i valent en ell». Així mateix, va comparar el look punk rock que va utilitzar Britney Spears en el vídeo musical, amb el look de la cantant canadenca Avril Lavigne. Paral·lelament, Sarah Anne Hughes, del diariThe Washington Post , comentar: «Pot ser que Britney Spears estigui actualment de tornada. El vídeo musical de la cançó mostra una Britney molt més animada de la qual el món ha vist en anys, des del vídeo musical de «Toxic »». Al seu torn, l'editor Jason Lipshutz, de la revista de músicaBillboard , va sostenir que el vídeo musical «continua amb la representació visual de la relació de Britney Spears amb els paparazzi i amb la seva imatge pública ». Això, com s'ha vist en vídeos musicals anteriors de la cantant, com «Piece of Me» i «Everytime». No obstant això, l'editor va sostenir que el vídeo musical de "I Wanna Go» és, «sens dubte, el més divertit d'ells». Per la seva banda, Amos Barsha, de la revistaNew York, va sostenir que el vídeo musical «és impressionant en gairebé exactament la manera com intenta ser-ho». A més, va assenyalar que «l'esperit de la cançó reflectit en el vídeo musical, és l'esperit de la lliure voluntat i del somni d'encarar a la societat repressiva» de la contemporaneïtat.
Jocelyn Vena, de MTV, va comentar que, en el vídeo musical, «Britney Spears mostra el desvergonyiment i l'encant que ha enamorat als seus fans, des de fa més d'una dècada». Ha assenyalat que en ell, la cantant «coqueteja a la càmera, amb els seus ulls grans i molt oberts, igual que el seu somriure». De manera paral·lela, un editor de VH1, el va anomenar «estranyament fantàstic» i el va comparar, favorablement, amb el vídeo musical de «Last Friday Night (TGIF)» de la cantant Katy Perry, el que havia estat estrenat gairebé dues setmanes abans. Això, sostenint que els dos vídeos musicals «comparteixen un temperament absurd, una estrella coqueta i cameo s divertits». No obstant això, va notar que el vídeo musical de "I Wanna Go» és considerablement millor que el de «Last Friday Night (TGIF)». Al seu torn, un editor de la revista de músicaRolling Stone , va sostenir que «la raresa sembla molt calculada» en el vídeo musical de "I Wanna Go», però això no fa que aquest «sigui menys agradable». Per la seva banda, el periodista Devin Brown, de la cadena de televisió i ràdio CBS, el va catalogar com el millor dels tres primers vídeos musicals deFemme Fatalei va afegir que, a diferència del vídeo musical de "Piece of Em», el vídeo musical de "I Wanna Go» ofereix un grup de referències a la cultura popular, amb la intenció de «ridiculitzar» els rumors sobre Britney Spears, que tot i això, finalment, no balla.

## Presentacions en viu

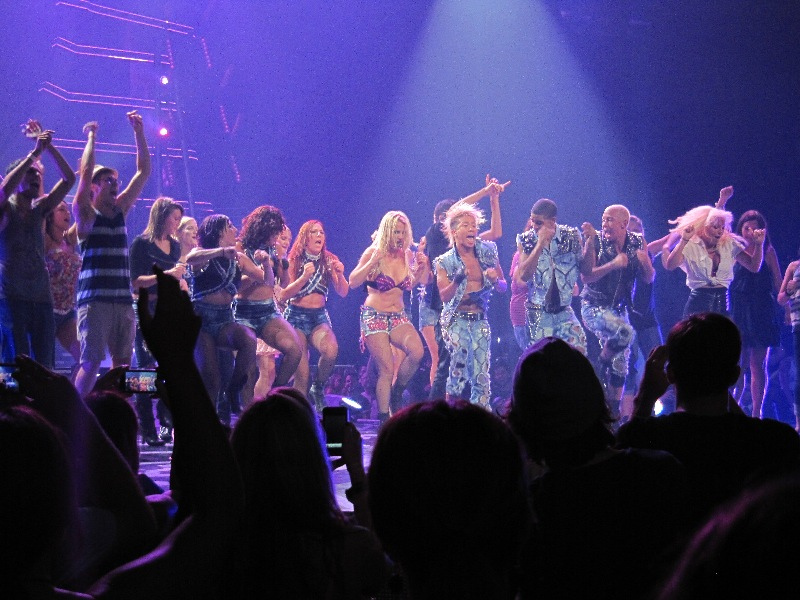
Britney Spears interpretant «I Wanna Go» en la seva gira Femme Fatale Tour.

«I Wanna Go» va ser interpretada per primera vegada per Britney Spears, el dijous 16 de juny de 2011. Això, a la ciutat de Sagrament, en el primer espectacle de la seva sisena gira internacional, Femme Fatale Tour, del qual «I Wanna Go» forma part del seu repertori.

## Formats i remescles
| - Digital download 1. "I Wanna Go" – 3:30 - UK digital EP 1. "I Wanna Go" - 3:30 2. "I Wanna Go" (Gareth Emery Remix) – 5:25 3. "I Wanna Go" (Vada Remix) – 7:39 4. "I Wanna Go" (Moguai Remix) – 7:11 5. "I Wanna Go" (Pete Phantom Remix) – 3:18 - German CD single 1. "I Wanna Go" – 3:30 2. "I Wanna Go" (Gareth Emery Remix) – 5:26 | - Digital download – remixes 1. "I Wanna Go" – 3:30 2. "I Wanna Go" (Captain Cuts Club Mix) – 4:43 3. "I Wanna Go" (Alex Dreamz Radio Edit) – 4:07 4. "I Wanna Go" (OLIVER Extended Remix) – 4:57 5. "I Wanna Go" (Deluka BS Radio Remix) – 3:15 6. "I Wanna Go" (Wallpaper Extended Remix) – 4:03 7. "I Wanna Go" (Smash Mode Radio Remix) – 3:49 8. "I Wanna Go" (Disco Fries Radio Remix) – 3:34 9. "I Wanna Go" (Jump Smokers Radio Remix) – 4:51 10. "I Wanna Go" (Desi Hits! Remix) – 4:36 |